# Kuppuru, Chiknayakanhalli
Kuppuru là một làng thuộc tehsil Chiknayakanhalli, huyện Tumkur, bang Karnataka, Ấn Độ.